# Скорсби (лунный кратер)
Кратер Скорсби (лат. Scoresby) — крупный молодой ударный кратер в северной приполярной области видимой стороны Луны. Название присвоено в честь английского исследователя Арктики Уильяма Скорсби (1789—1857) и утверждено Международным астрономическим союзом в 1935 г. Образование кратера относится к эратосфенскому периоду.

## Описание кратера

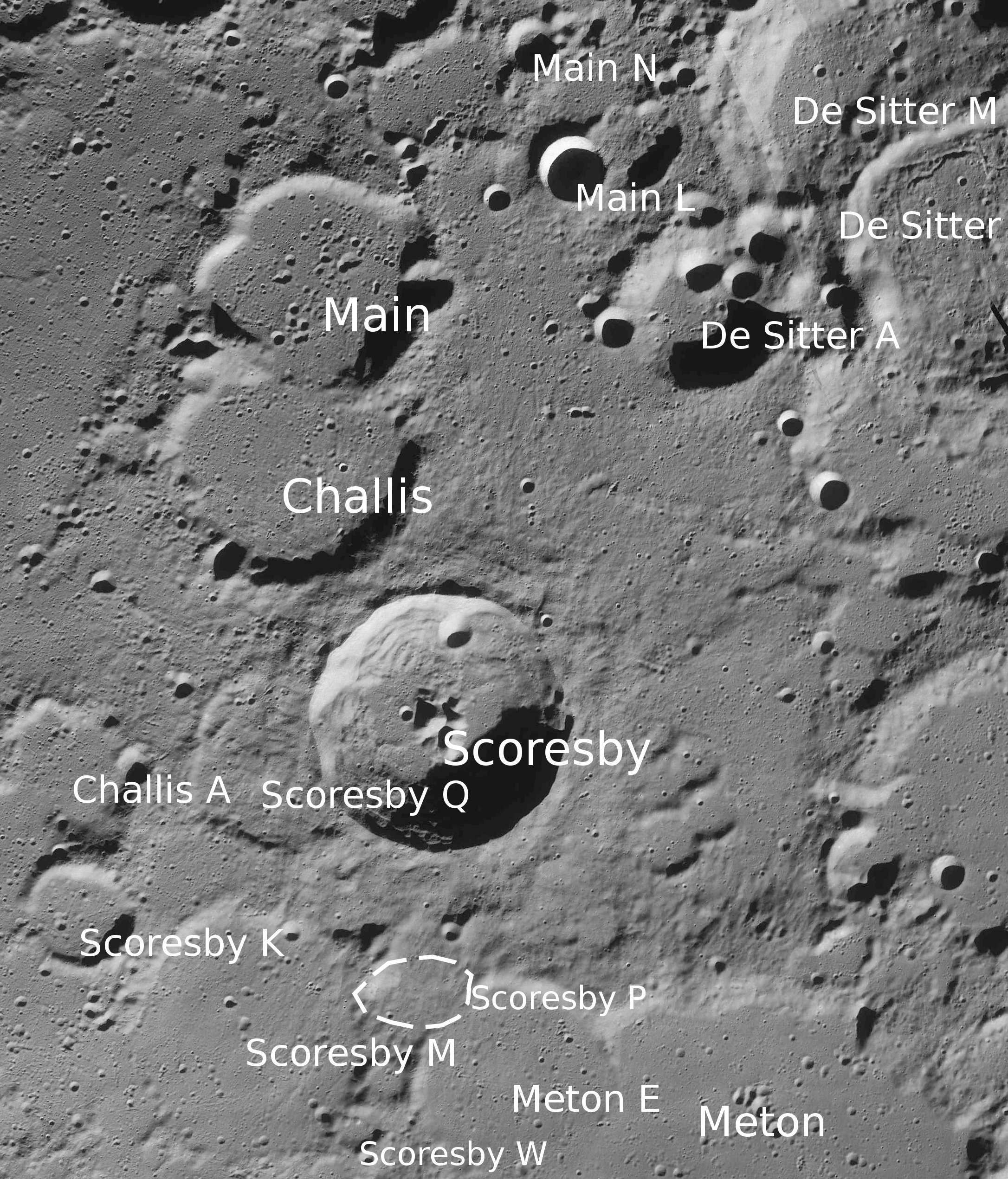
Окрестности кратера Скорсби. Снимок зонда Lunar Reconnaissance Orbiter.

Ближайшими соседями кратера Скорсби являются кратер Чаллис примыкающий к нему на северо-западе; кратер Де Ситтер на востоке-северо-востоке; кратер Евктемон на востоке-юго-востоке; кратер  Метон на юге-юго-востоке и кратер Гольдшмидт на юго-западе. Селенографические координаты центра кратера 77°44′ с. ш. 14°08′ в. д. / 77,73° с. ш. 14,13° в. д., диаметр 54,9 км, глубина 4100 м.
Кратер Скорсби имеет циркулярную форму и практически не разрушен. Вал с четко очерченной острой кромкой, с массивным внешним склоном шириной приблизительно в половину диаметра кратера (кроме северо-западной части нарушенной кратером Чаллис). Внутренний склон вала широкий, с сглаженной террасовидной структурой, в северной части отмечен приметным маленьким чашеобразным кратером. Высота вала над окружающей местностью достигает 1170 м, объем кратера составляет приблизительно 2500 км³.   Дно чаши ровное за исключением пересеченной северо-западной части. В центре чаши расположен массив из трех соединенных хребтов, на западе от него находится приметный мелкий чашеобразный кратер. Состав массива - габбро-норито-троктолитовый анортозит с содержанием плагиоклаза 85-90 % (GNTA1). Наибольшей высоты 1300 м в массиве достигает пик к востоку от центра чаши. 

## Сателлитные кратеры

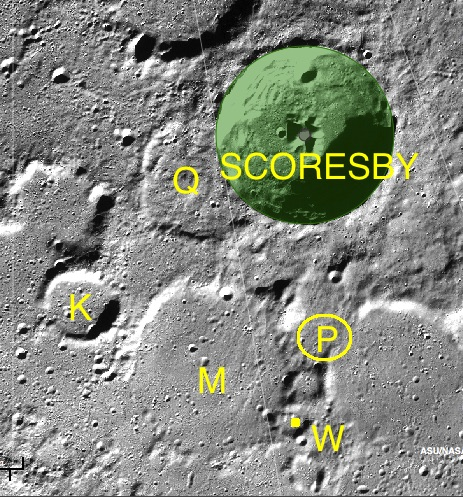
Изображение с сайта Международного астрономического союза.

| Скорсби | Координаты                                            | Диаметр, км |
| ------- | ----------------------------------------------------- | ----------- |
| K       | 76°21′ с. ш. 2°57′ в. д. / 76,35° с. ш. 2,95° в. д.   | 22,2        |
| M       | 75°34′ с. ш. 8°09′ в. д. / 75,57° с. ш. 8,15° в. д.   | 56,5        |
| P       | 75°53′ с. ш. 12°47′ в. д. / 75,89° с. ш. 12,78° в. д. | 23,0        |
| Q       | 77°29′ с. ш. 8°49′ в. д. / 77,48° с. ш. 8,81° в. д.   | 38,3        |

## См.также
- Список кратеров на Луне
- Лунный кратер
- Морфологический каталог кратеров Луны
- Планетная номенклатура
- Селенография
- Минералогия Луны
- Геология Луны
- Поздняя тяжёлая бомбардировка